# Colt 1851 Navy
Le Colt 1851 Navy (Colt Revolving Belt Pistol of Naval Caliber), conçu par Samuel Colt , est un révolver se chargeant par l'avant du barillet, mise à feu par des capsules à percussion, à simple action fabriqué en 215 348 exemplaires dans l'usine de Samuel Colt à Hartford, dans le Connecticut entre 1850 et 1873 et dans Colt’s London Armoury en Angleterre, entre 1853 et 1856 et plus tard à l’usine à Hartford. Ces London 1851 Navy revolvers étaient numérotés séparément de 1 à 42 000.

## Histoire
Au calibre .36 du Colt Paterson Texas Model et plus léger que le Colt 1848 Dragoon, il est plus maniable qu'eux. Des personnages célèbres comme Wild Bill Hickock en portaient une paire à la ceinture. Ce dernier appréciait le Navy 1851 pour sa prise en main et sa précision.
En dépit de son nom, le 1851 a été en majorité utilisé par l'infanterie, les soldats appréciant sa maniabilité et son faible recul. Le calibre .36 était pourtant destiné à être utilisé par les marins, les Colt Dragoon .44 étant trop lourds pour être portés à la ceinture. Environ 35 000 des Colt Navy furent achetés par le gouvernement américain, dont 20 000 pour équiper l'armée et 15 000 pour la marine. Les Colt Navy livrés à la marine sont reconnaissables au composant arrière du cadre de la crosse en fer.
En 1861, Colt a mis sur le marché comme successeur le Colt 1861 Navy. La platine et la crosse correspondaient à celle du Navy 51, le canon octogonal était remplacé par un canon rond et le levier de recharge était à système crémaillère. Malgré ce nouveau modèle, le Navy 1851 se vendait bien, jusqu’à 1873, plus de 115 000 exemplaires de ce révolver furent vendus.

## Manipulation
Le chargement de ce révolver à capsules (dit cap & ball) se fait par l'avant du barillet : la poudre, une bourre pour combler le vide entre poudre et balle (pour du tir sous-chargé, sur cible), la balle, posée de façon à affleurer le bord du barillet en utilisant le levier-refouloir, puis on passe au chargement de la chambre suivante. À la fin, on remplit de graisse ou de cire le creux autour des balles pour empêcher l'humidité de pénétrer en cas de long stockage, ainsi que pour empêcher la flamme issue d'une chambre voisine d'allumer plusieurs charges alors que les balles ne sont pas face au canon, puis finalement on pose les capsules.

## Données techniques
- Munition : balle ogivale ou ronde en Calibre .36 PN (9,2 mm), charge propulsive : 1,3 gramme de poudre noire.
- Canon démontable, rayé, les 7 rayures du canon ont un taux de rotation progressif, qui augmente de la chambre à la bouche.
- Platine avec uniquement quatre pièces mobiles et trois ressorts.
- Pontet en laiton coulé avec la sous-garde.
- Refouloir sous le canon,
- Nez du chien comportant la hausse.
- Portée pratique : 50 m
- Barillet : 6 coups

L’avantage du canon démontable se montre par contre au nettoyage de l’arme. Étant donné que les armes à poudre noire étaient lavées pour dissoudre les résidus dans le canon et le barillet, on ne risquait pas de mouiller la platine et son mécanisme.

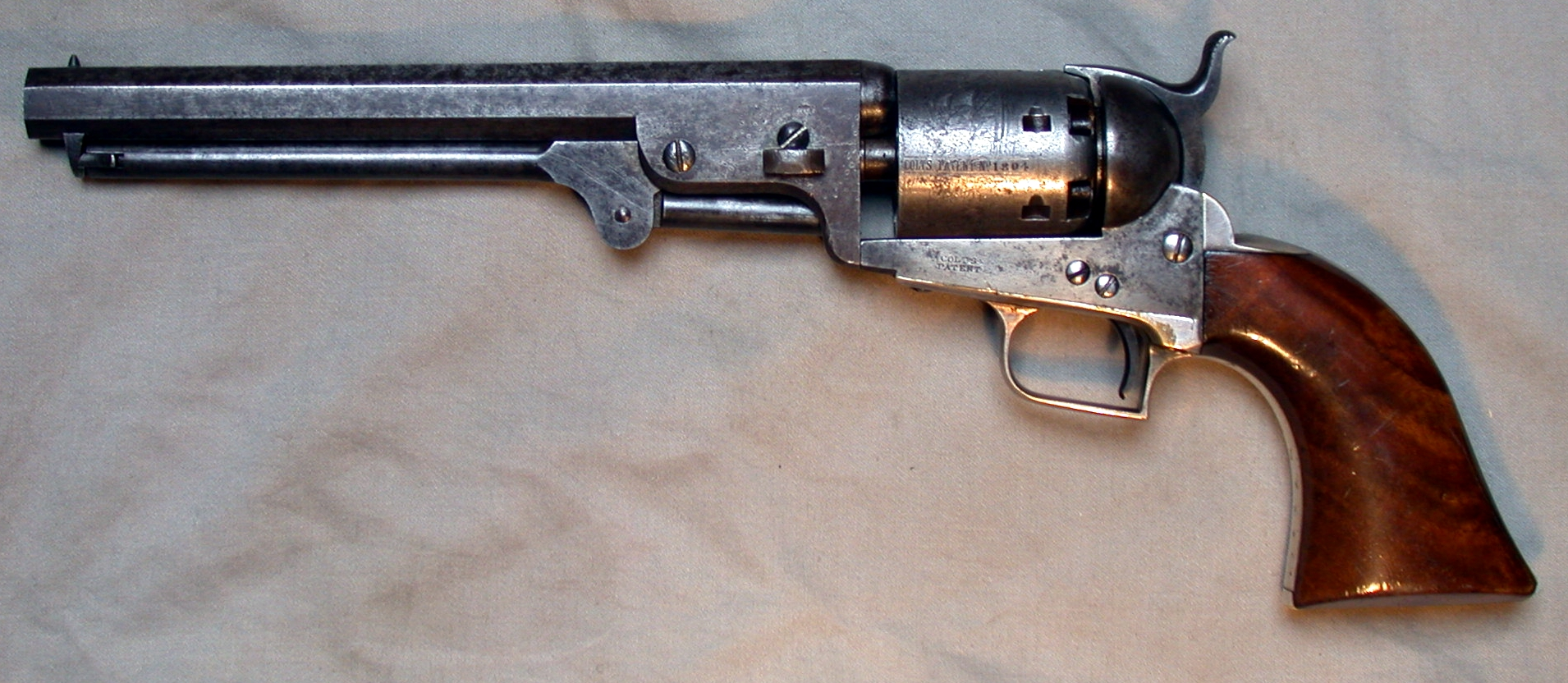
Colt Navy Modèle 1851, variante dont le pontet est carré à l'arrière

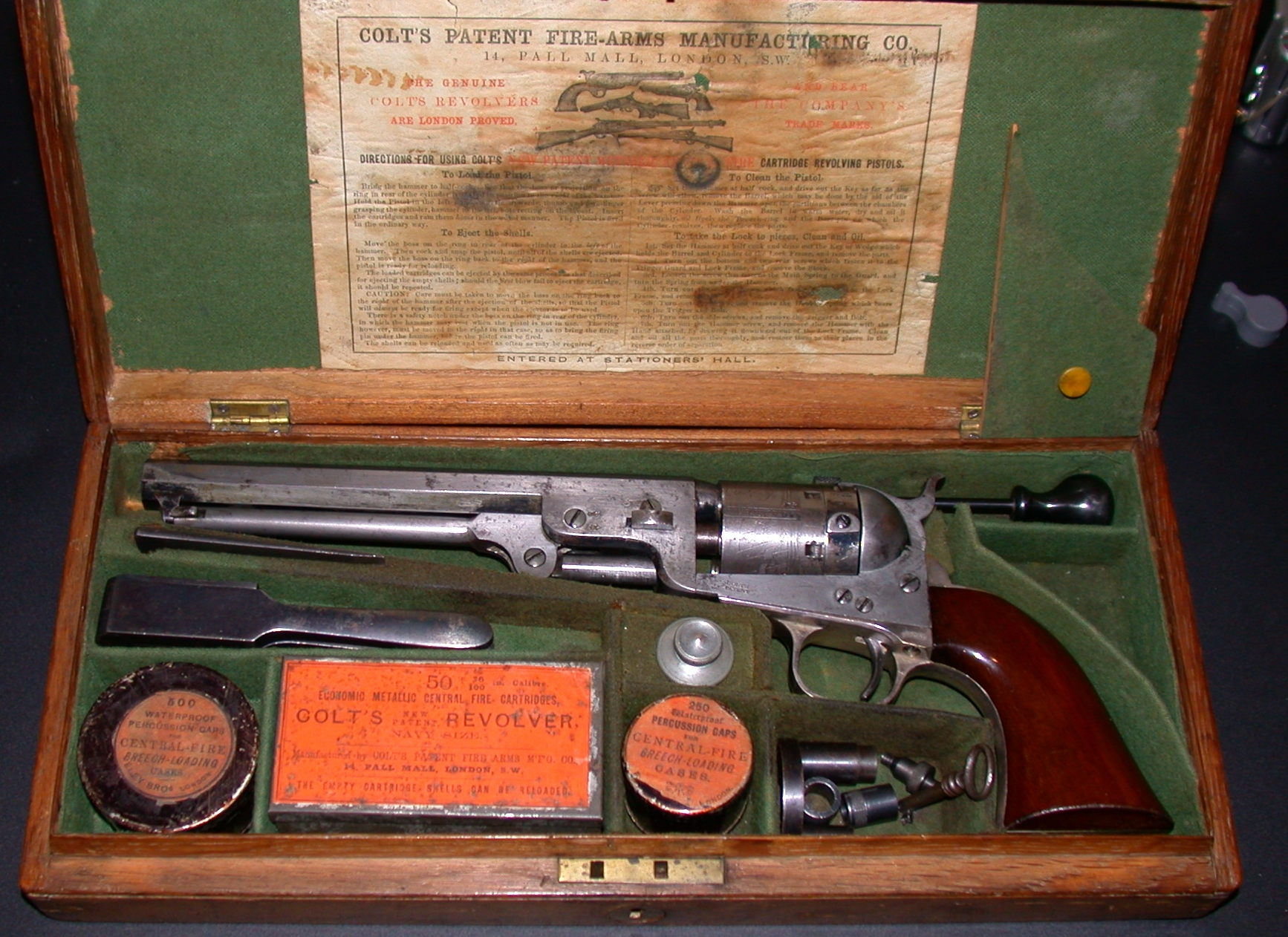
Colt Navy converti au chargement des cartouches par la bouche du barillet (système de conversion Thuer)

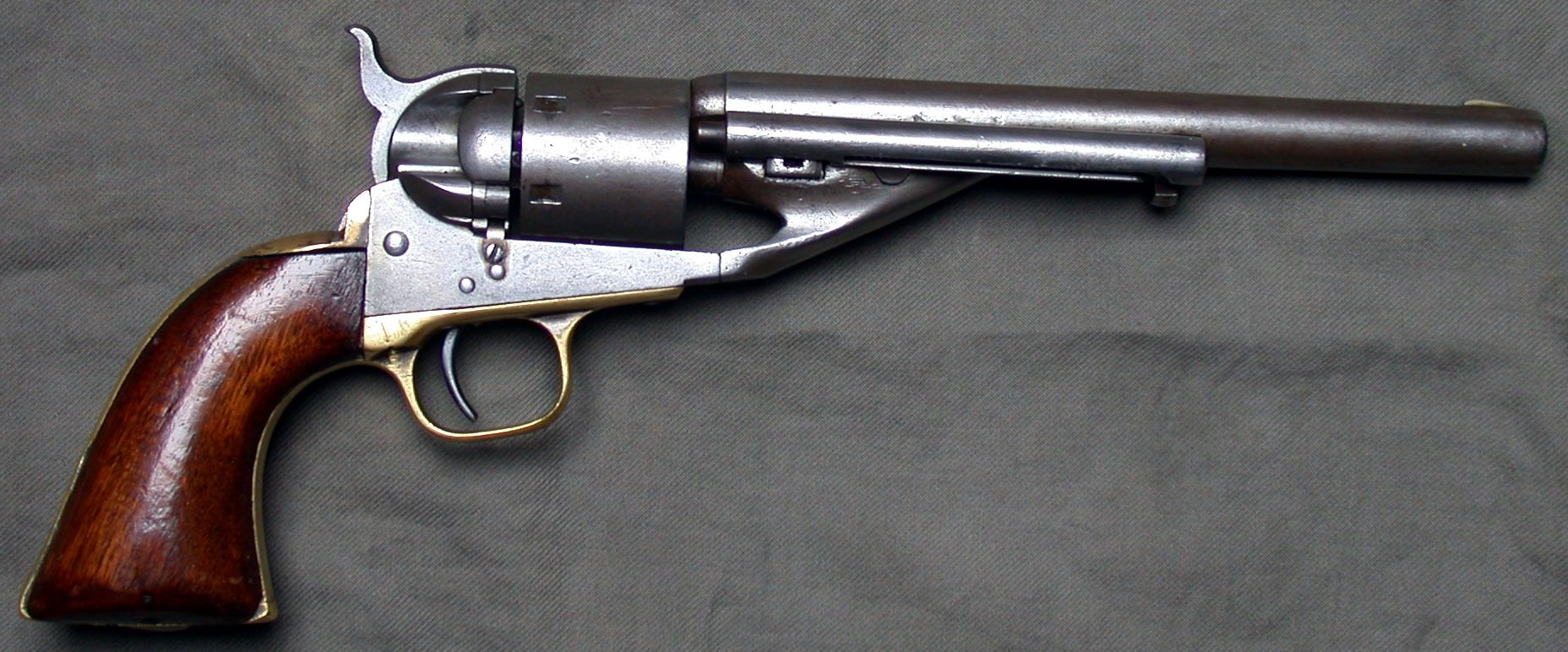
Colt Navy 1861 converti au chargement des cartouches par la culasse (système de conversion Richards-Mason)

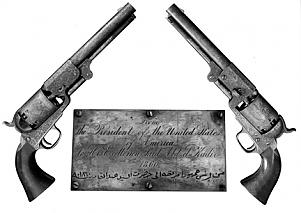
Une paire de Colt 1851 Navy offerte par Abraham Lincoln à Abdelkader ibn Muhieddine pour avoir protégé des chrétiens durant le Massacre de Damas

## Gravure
La gravure présente sur le barillet de ce modèle représente une bataille navale entre la Marine du Mexique et la Marine Texane (bataille de Campèche)

## Copies
Le Colt 1851 fut, pendant la Guerre Civile une arme nordiste, produite par Colt à Hartford. Les Confédérés, après un appel aux citoyens, reçurent une réponse de M. Samuel Griswold, qui, aidé de M. Gunnison, fonda la compagnie Griswold & Gunnison, et produisirent une copie à canon rond du modèle 1851.
Une pénurie de matières premières dont l'acier obligea la compagnie à utiliser le laiton pour la carcasse de ses révolvers.

## Navy Conversions
Avec l'avènement des cartouches métalliques, l’entreprise Colt commença à développer des révolvers à cartouche à chargement par la bouche, car le brevet Rollin White interdisait le percement du barillet bout à bout. C’est un ingénieur de Colt, Alexandre Thuer qui inventa la Thuer Conversion qui tirait une munition avec des douilles coniques à charger par la bouche du barillet dans une chambre correspondante.
Après l’expiration du brevet Rollin White, en avril 1869, l’usine transforma un grand nombre des Colt Navy Model 1851 et 1861 en armes chargées par l’arrière du barillet les Colt Navy Conversions.

## Apparition dans les œuvres de fiction
- C'est une des armes utilisées par Kino dans L'Odyssée de Kino
- C'est une des armes utilisées par John Dunbar, puis Danse Avec Les Loups dans Danse avec les loups
- C'est une des armes utilisées par Mario Girotti de son nom de scène Terence Hill dans On l'appelle Trinita (Lo chiamavano Trinità) de Enzo Barboni, dans On continue à l'appeler Trinita (…continuavano a chiamarlo Trinità) de Enzo Barboni, ainsi que dans le film Mon nom est Personne (Il mio nome e nessuno) de Tonino Valerii et Petit Papa Baston, réalisé par Terence Hill lui-même.
- Cette arme apparaît dans de nombreux westerns, soit en tant que conversion dans des films tels que Le Bon, la Brute et le Truand, soit en tant que cap and ball.
- Dans le tome 14 de la série XIII Secret défense, Treize utilise cette arme pour se défendre.
- Dans le jeu-vidéo Hunt: Showdown, une version convertie au chargement des cartouches par la culasse apparaît sous les traits du revolver « Caldwell Conversion Pistol », elle dispose de plusieurs variantes de barillets plus ou moins fantaisistes.
- Le colt navy apparait également dans le mode online de Red Dead Redemption II.
- Il est présent dans le jeu vidéo A Fistful of frags, convertit au chargement des cartouches par la culasse.
- Ce pistolet apparait aussi dans Red Dead Revolver.

## Répliques
Plusieurs constructeurs italiens, dont Pietta, Uberti, .... fabriquent des répliques du Colt modèle 1851 et les proposent en deux calibres différents. Le Colt 1851 historique n'existe qu'en calibre .36. Le calibre .44 sur une réplique d'un Colt modèle 1851 n'est donc pas historique.
Des répliques factices ont également été fabriquées par Kolser et Denix. Elles permettent de tirer avec des petit pétards (amorces). Ces armes disposent d'un mécanisme de percussion et de rotation du barillet identique à celui du véritable colt navy.
Néanmoins Colt a bien fabriqué un 1851 en cal. 44 en tant que prototype (peut-être plusieurs ?), avec barillet élargi et fluté, carcasse échancrée. Il s'agissait d'un prototype qui donnera naissance au 1860. Il n'y a pas eu de commercialisation de 1851 cal 44 effectivement, mais ce prototype est le "chaînon manquant" entre le 1851 cal. 36 et le 1860 cal. 44.
Ce prototype est décrit dans The Story of the Colt's Revolver de William B. Edwards (1953 pour la première édition).
D'autres prototypes avaient été réalisés avant, en calibre .40, avec un barillet identique au .36 (non élargi), mais des chambres percées en .40.